# Crotalaria pulchra
Crotalaria pulchra là một loài thực vật có hoa trong họ Đậu. Loài này được Andrews miêu tả khoa học đầu tiên.